# Kurukh nepali
Ne doit pas être confondu avec Kurukh.
Le kurukh nepali est une langue dravidienne parlée au Népal. Cette langue est distincte du kurukh.